# Melodien (Lied)
Melodien ist ein Lied der deutschen Rapper Capital Bra und Juju. Es erschien am 3. August 2018 über ersguterjunge.

## Hintergrund
Capital Bra veröffentlichte im Juni 2018 sein viertes Studioalbum Berlin lebt und trennte sich von seinem Label Team Kuku. Anfang Juli erschien mit Für euch alle Capital Bras erster Gastbeitrag über ersguterjunge. Anfang August kündige er über Instagram an, ein Lied mit Juju aufgenommen zu haben. Melodien erschien am 3. August 2018 als Capital Bras erste Singleveröffentlichung über egj. Die Produktion übernahmen erneut The Cratez, die unter anderem Capital Bras letzten vier Nummer-eins-Hits produzierten. Für sie war es bereits der siebte Nummer-eins-Hit in acht Monaten. Das Musikvideo wurde von Orkan Çe produziert. Das Video hat auf YouTube mehr als 103 Millionen Aufrufe (Stand: November 2024). Auf der Streamingplattform Spotify wurde die Single mehr als 120 Millionen Mal gestreamt (Stand: Februar 2025).

## Rezeption

### Charts und Chartplatzierungen
Melodien stieg am 10. August auf Platz eins der deutschen Singlecharts ein. Das Lied wurde zu seinem sechsten Nummer-eins-Hit in Deutschland in Folge. Ebenfalls war es sein erster Nummer-eins-Hit in der Schweiz. Juju konnte erstmals die Spitze der deutschen und Schweizer Singlecharts erreichen.
| ChartsChartplatzierungen | Höchstplatzierung | Wochen |
| ------------------------ | ----------------- | ------ |
| Deutschland (GfK)        | 1 (33 Wo.)        | 33     |
| Österreich (Ö3)          | 1 (26 Wo.)        | 26     |
| Schweiz (IFPI)           | 1 (13 Wo.)        | 13     |

### Auszeichnungen für Musikverkäufe
Im November 2019 wurde Melodien in Deutschland mit einer Platin-Schallplatte für über 400.000 verkaufte Einheiten ausgezeichnet.
| Land/Region        | Auszeichnungen für Musikverkäufe (Land/Region, Auszeichnung, Verkäufe) | Verkäufe |
| ------------------ | ---------------------------------------------------------------------- | -------- |
| Deutschland (BVMI) | Platin                                                                 | 400.000  |
| Insgesamt          | 1× Platin ·                                                            | 400.000  |